# Bernhard Damm
Bernhard Damm (* 6. Juni 1930 in Königsberg (Preußen); † 16. April 2012 in Heidelberg) war ein deutscher Geologe. Damm war Professor für Geologie und Paläontologie und wirkte von 1982 bis 1991 als Präsident des Geologischen Landesamts Baden-Württemberg (GLA), der Vorgängerbehörde des Landesamtes für Geologie, Rohstoffe und Bergbau.

## Leben
Bernhard Damm, Sohn von Gerda Damm, geborene Sabinski, und des im westpreußischen Elbingen amtierenden Bürgermeisters Erwin Damm, studierte an der Bergakademie Clausthal Geologie, ging dann als Assistent an die Technische Universität Berlin, wo er 1960 zum Dr. rer. nat. promoviert wurde. Er habilitierte sich 1972 an der Universität Heidelberg und unterrichtete dort speziell auf dem Gebiet der Lagerstättengeologie. Er war Professor für Geologie und Paläontologie, lebte in Freiburg im Breisgau, wurde 1982 Präsident des GLA und war dort bestrebt, insbesondere die Bereiche Rohstoffsicherung und angewandte Bodenkunde voranzubringen, was 1989 zur Einrichtung des Rohstoffsicherungsprojekts Baden-Württemberg führte. Damm konnte in seiner Amtszeit die Einheit der Landesgeologie erhalten und einer Umverteilung der Aufgaben an verschiedene Dienststellen entgegenwirken. In die Amtszeit von Damm fiel die 100. Wiederkehr des Gründungstages der Badischen Geologischen Landesanstalt im Jahre 1888.

## Ehrungen
Damm war Träger des Bundesverdienstkreuzes am Bande.

## Schriften
- Geologie des Zendan-i Suleiman und seiner Umgebung, südöstliches Balqash-Gebirge, Nordwest-Iran. Steiner, Wiesbaden 1968 (= Beiträge zur Archäologie und Geologie des Zendan-i Suleiman. Band 1), ISBN 978-3-51500034-5.
- mit Kurt Bittel und Joachim Boessneck: Das hethitische Felsheiligtum Yazilikaya. Mann, Berlin 1975.